# Xã Madison, Quận St. Francis, Arkansas
Xã Madison (tiếng Anh: Madison Township) là một xã thuộc quận St. Francis, tiểu bang Arkansas, Hoa Kỳ. Năm 2010, dân số của xã này là 17.247 người.